# Franz Späth
Franz Ludwig Späth, également Spaeth, (né le 25 février 1839 à Berlin et mort le 2 février 1913 à Britz) est un jardinier, botaniste, pomologue et propriétaire prussien de la pépinière Späth (de) dans l'actuel quartier de Baumschulenweg de Berlin. Son abréviation d’auteur botanique est « Späth ».

## Origine

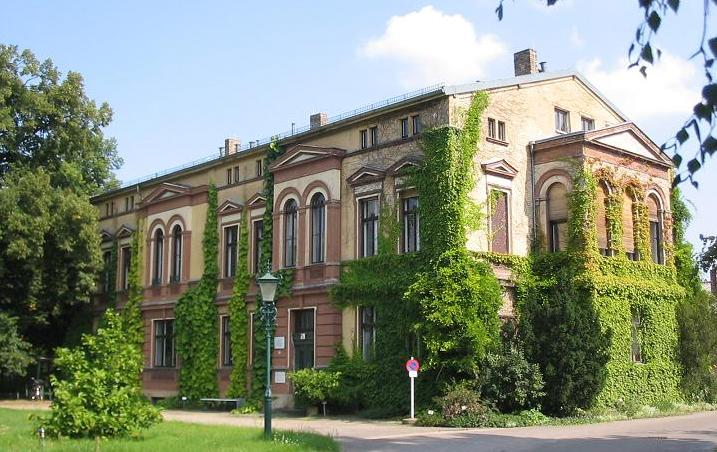
Le manoir

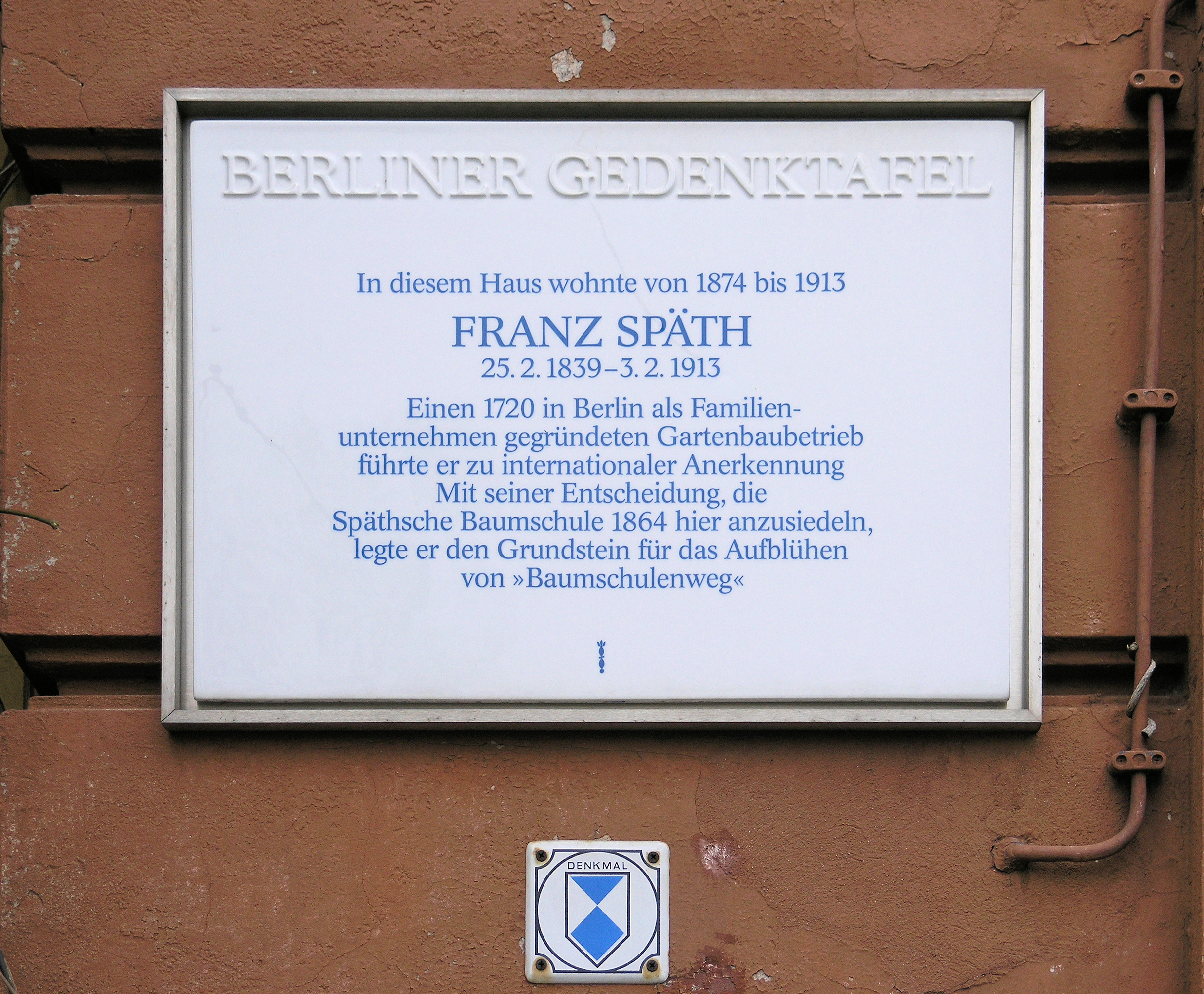
Plaque commémorative berlinoise sur la maison de la Späthstrasse 80/81, à Berlin-Baumschulenweg

Christoph Späth, un ancêtre de Franz Späth, fonde en 1720 une pépinière de légumes et de fleurs dans la région de Kreuzberg et à l'est de la porte de Halles, dans la rue Am Johannestisch. Il achète la propriété pour 300 thalers. Son fils Carl Späth déménage la pépinière de Späth dans le quartier historique de Luisenstadt en 1760, sur la propriété de la Köpenicker Straße 154. Le petit-fils Friedrich Späth conçoit la pépinière en fonction de ses intérêts scientifiques et artistiques. L'arrière-petit-fils Ludwig Späth limite la culture de légumes et cultivedes fleurs.

## Biographie

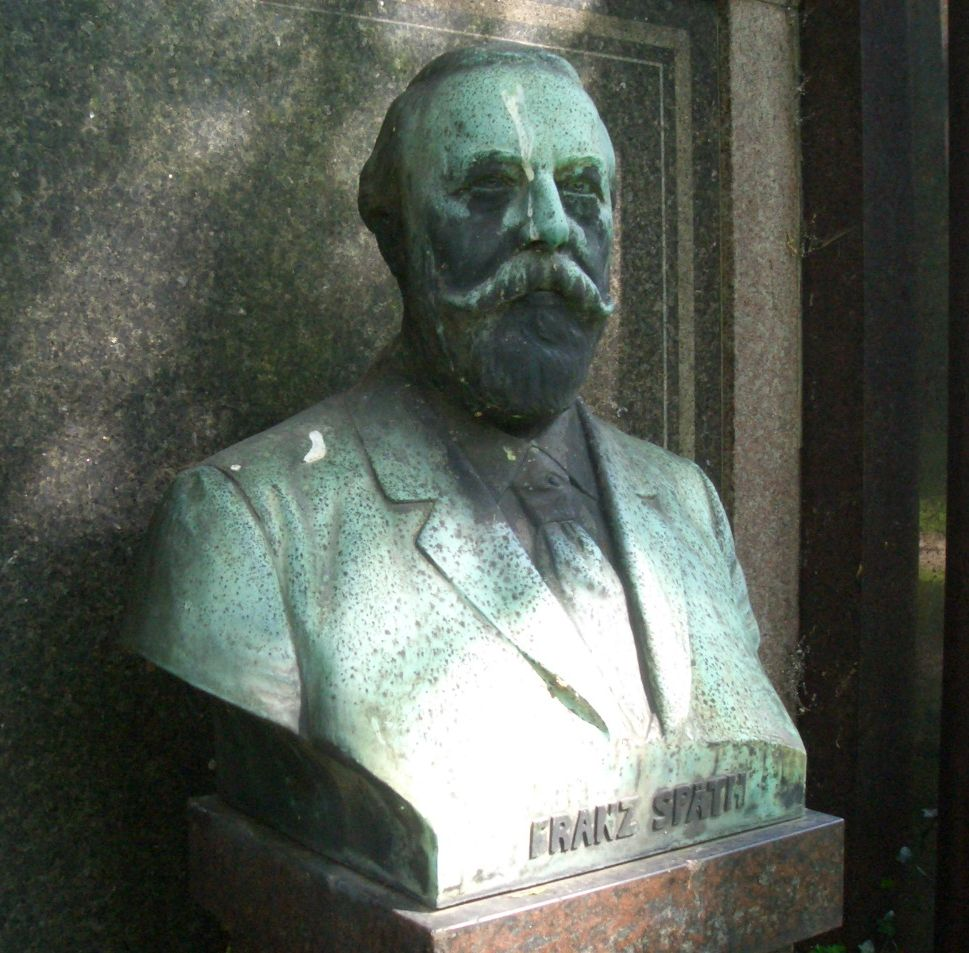
Buste de Franz Späth dans la tombe de la famille Späth

Franz Späth, fils de Ludwig Späth et de son épouse Dorothea Luise, née. Eckert, étudie jusqu'à l'âge de 16 ans au lycée de Luisenstadt. Après un stage d'un an dans l'entreprise de jardinage de son père, il étudie au lycée de Cölln jusqu'à ce qu'il obtienne son diplôme d'études secondaires. Franz Späth étudie la botanique à l'Université de Berlin. De 1860 à 1861, il fait la connaissance de plus grandes pépinières en Belgique, en France, en Angleterre et aux Pays-Bas. Après avoir acheté la pépinière de Späth à son père en 1863, il en est désormais le propriétaire de la cinquième génération. Au cours de la période de fondation, Späth commence avec un esprit d'entreprise l'expansion ciblée et expansive d'une pépinière dans ce qui était alors Neu-Britz (aujourd'hui Baumschulenweg). En l'honneur de son père, il fait inscrire la raison sociale L. Späth au registre du commerce en 1865. Sur ce nouveau territoire, la plus grande pépinière du monde peut ainsi être développée jusqu'à la fin du XIXe siècle (120 hectares de terrain d'un seul tenant entièrement plantés).
En 1874, Franz Späth fait construire un manoir représentatif sur le site de la pépinière, qui sert aujourd'hui de bâtiment d'institut de l'Université Humboldt. À côté du manoir, un jardin est construit en 1879 selon les plans du directeur des jardins de la ville Gustav Meyer, d'où est issu l'actuel arboretum Späth (de). En 1912, son fils Hellmut (de) reprend l'entreprise.
Franz Späth est enterré au cimetière de Luisenstadt I à Berlin-Kreuzberg dans la tombe de la famille Späth. La tombe est ornée d'un buste en bronze de Franz Späth, réalisé par l'artiste Albert Manthe.

## Généalogie
La famille Späth présente la séquence générationnelle suivante :
1. Christoph Späth (1696-1746)
2. Carl Späth (1721-1782)
3. Friedrich Späth (1768-1831)
4. Ludwig Späth (1793-1883)
5. Franz Späth (1839-1913)
6. Hellmut Späth (de) (1885-1945)
7. Dagmar Späth (1922-1959), Manfred Späth

## Adhésions
- Franz Späth est - avec son père Ludwig Späth - l'un des fondateurs de l'Association allemande des pomologues (de) en 1860, dont le premier est le président de 1889 à 1903. En reconnaissance de ses services, Franz Späth est nommé membre honoraire en 1903.
- Les membres de la famille Späth sont cofondateurs de la Société allemande de dendrologie (de) en 1892[5].

## Honneurs et récompenses
- 1890 : Médaille en vermeil de l'Association de promotion de l'horticulture dans les États royaux prussiens à l'occasion du 25e anniversaire de l'entreprise[6]
- 1897 : Ordre russe de Sainte-Anne, 2e classe[7]
- 1901 : Ordre de la Couronne royale de 3e classe[8]
- En 1902, l'empereur Guillaume II nomme Franz Späth au Conseil économique de l'État royal prussien.

## Noms
La Späthstraße, le village de Späthsfelde et le village de maisons mitoyennes Späthschesviertel portent le nom du fondateur de l'arboretum. Le quartier ultérieur de Berlin-Baumschulenweg doit à la pépinière et à l'arboretum les premières rues pavées ainsi que l'arrêt Baumschulenweg, qui appartient aujourd'hui au S-Bahn de Berlin, sur la ligne de liaison vers Neukölln (de) et la ligne de banlieue (de) vers Königs Wusterhausen, qui est parallèle à la ligne ferroviaire Berlin-Görlitz.